# Europese kampioenschappen indooratletiek 1980
De Europese kampioenschappen indooratletiek 1980 werden van 1 tot en met 2 maart 1980 gehouden in het Glaspalast in de West-Duitse stad Sindelfingen. Het was de tweede maal dat de kampioenschappen in West-Duitsland gehouden werden. Vier jaar eerder, in 1976 vond het evenement in München plaats.

## Medailles

### Mannen
| Onderdeel            | Goud                              | Goud    | Zilver                        | Zilver  | Brons                               | Brons   |
| -------------------- | --------------------------------- | ------- | ----------------------------- | ------- | ----------------------------------- | ------- |
| 60 m                 | Marian Woronin Polen              | 6,62    | Christian Haas West-Duitsland | 6,62    | Aleksandr Aksinin Sovjet-Unie       | 6,63    |
| 400 m                | Nikolaj Tsjernetski Sovjet-Unie   | 46,29   | Karel Kolář Tsjecho-Slowakije | 46,55   | Remigijus Valiulis Sovjet-Unie      | 46,75   |
| 800 m                | Roger Milhau Frankrijk            | 1.50,02 | András Paróczai Hongarije     | 1.50,03 | Herbert Wursthorn West-Duitsland    | 1.50,04 |
| 1500 m               | Thomas Wessinghage West-Duitsland | 3.37,54 | Ray Flynn Ierland             | 3.38,05 | Pierre Délèze Zwitserland           | 3.38,09 |
| 3000 m               | Karl Fleschen West-Duitsland      | 7.57,05 | Klaas Lok Nederland           | 7.57,09 | Hans-Jürgen Orthmann West-Duitsland | 7.59,09 |
| 60 m horden          | Yuriy Chervanyov Sovjet-Unie      | 7,54    | Romuald Giegiel Polen         | 7,73    | Javier Moracho Spanje               | 7,75    |
| Verspringen          | Winfried Klepsch West-Duitsland   | 7,98    | Nenad Stekić Joegoslavië      | 7,91    | Stanisław Jaskułka Polen            | 7,85    |
| Hink-stap-springen   | Béla Bakosi Hongarije             | 16,86   | Jaak Uudmäe Sovjet-Unie       | 16,51   | Gennadi Kovtoenov Sovjet-Unie       | 16,45   |
| Hoogspringen         | Dietmar Mögenburg West-Duitsland  | 2,31    | Jacek Wszoła Polen            | 2,29    | Adrian Proteasa Roemenië            | 2,29    |
| Polsstokhoogspringen | Konstantin Volkov Sovjet-Unie     | 5,60    | Vladimir Poljakov Sovjet-Unie | 5,60    | Patrick Abada Frankrijk             | 5,55    |
| Kogelstoten          | Zlatan Saračević Joegoslavië      | 20,43   | Jaromír Vlk Tsjecho-Slowakije | 20,19   | Ivan Ivančić Joegoslavië            | 19,48   |

### Vrouwen
| Onderdeel    | Goud                                 | Goud    | Zilver                       | Zilver  | Brons                             | Brons   |
| ------------ | ------------------------------------ | ------- | ---------------------------- | ------- | --------------------------------- | ------- |
| 60 m         | Sofka Popova Bulgarije               | 7,11    | Linda Haglund Zweden         | 7,14    | Ljoedmila Kondratjeva Sovjet-Unie | 7,31    |
| 400 m        | Elke Decker West-Duitsland           | 52,28   | Karoline Käfer Oostenrijk    | 52,70   | Tatjana Gojsjtsjik Sovjet-Unie    | 52,71   |
| 800 m        | Jolanta Januchta Polen               | 2.00,06 | Anne-Marie Van Nuffel België | 2.00,09 | Liz Barnes Verenigd Koninkrijk    | 2.01,05 |
| 1500 m       | Tamara Koba Sovjet-Unie              | 4.12,05 | Anna Bukis Polen             | 4.13,01 | Mary Purcell Ierland              | 4.14,02 |
| 60 m horden  | Zofia Bielczyk Polen                 | 7,77    | Grażyna Rabsztyn Polen       | 7,89    | Natalia Lebedjeva Sovjet-Unie     | 8,04    |
| Verspringen  | Anna Włodarczyk Polen                | 6,74    | Anke Weigt West-Duitsland    | 6,68    | Sabine Everts West-Duitsland      | 6,54    |
| Hoogspringen | Sara Simeoni Italië                  | 1,95    | Andrea Mátay Hongarije       | 1,93    | Urszula Kielan Polen              | 1,93    |
| Kogelstoten  | Helena Fibingerová Tsjecho-Slowakije | 19,92   | Eva Wilms West-Duitsland     | 19,66   | Beatrix Philipp West-Duitsland    | 17,59   |

### Medailleklassement
| Plaats | Land                | Goud | Zilver | Brons | Totaal |
| 1      | West-Duitsland      | 5    | 3      | 4     | 12     |
| 2      | Polen               | 4    | 4      | 2     | 10     |
| 3      | Sovjet-Unie         | 4    | 2      | 6     | 12     |
| 4      | Hongarije           | 1    | 2      | 0     | 3      |
| 4      | Tsjecho-Slowakije   | 1    | 2      | 0     | 3      |
| 6      | Joegoslavië         | 1    | 1      | 1     | 3      |
| 7      | Frankrijk           | 1    | 0      | 1     | 2      |
| 8      | Bulgarije           | 1    | 0      | 0     | 1      |
| 8      | Italië              | 1    | 0      | 0     | 1      |
| 10     | Ierland             | 0    | 1      | 1     | 2      |
| 11     | België              | 0    | 1      | 0     | 1      |
| 11     | Nederland           | 0    | 1      | 0     | 1      |
| 11     | Oostenrijk          | 0    | 1      | 0     | 1      |
| 11     | Zweden              | 0    | 1      | 0     | 1      |
| 15     | Roemenië            | 0    | 0      | 1     | 1      |
| 15     | Spanje              | 0    | 0      | 1     | 1      |
| 15     | Verenigd Koninkrijk | 0    | 0      | 1     | 1      |
| 15     | Zwitserland         | 0    | 0      | 1     | 1      |
| Totaal | Totaal              | 19   | 19     | 19    | 57     |

1970 ·
1971 ·
1972 ·
1973 ·
1974 ·
1975 ·
1976 ·
1977 ·
1978 ·
1979 ·
1980 ·
1981 ·
1982 ·
1983 ·
1984 ·
1985 · 
1986 · 
1987 · 
1988 · 
1989 · 
1990 · 
1992 · 
1994 · 
1996 · 
1998 · 
2000 · 
2002 · 
2005 · 
2007 · 
2009 ·
2011 ·
2013 ·
2015 ·
2017 ·
2019 ·
2021 ·
2023 ·
2025
Belgische medaillewinnaars · Nederlandse medaillewinnaars